# Diabolus in Musica
A Diabolus in Musica a Slayer 1998-ban kiadott albuma.
Az album címe egy középkori latin kifejezésből származik. Maga a kifejezés a tritónusz hangközre utal, ami a két leginkább disszonáns hangköz közül az egyik. A középkorban be is tiltották a zeneszerzőknek a használatát, mivel úgy tartották, hogy ez az ördög hangköze. A Slayer gyakran felhasználja számaiban a tritónuszt – lásd például a Blood Red eleje –, ezért kapta ezt a címet az album.
Zeneileg az album jelentős modernizálást jelentett a tradicionális Slayer-stílushoz képest. A gitárokat mélyebbre hangolták, valamint az énekkel is sokat kísérleteztek. A számok is „groove”-orientáltabbak lettek, bár megtalálhatóak a Slayer „védjegyének” számító gyors nóták is („Bitter Peace”, „Point”).
Természetesen, ahogy az már a South of Heavennel is megtörtént 10 évvel korábban, ezt az albumot is csalódással fogadták azok, akik a megszokott Slayer lemezt várták. Már említett elődjéhez hasonlóan sokan ezt a lemezt is évek elteltével kezdték csak el értékelni.

## Dalok
1. Bitter Peace (Hanneman) – 4:32
2. Death's Head (Hanneman) – 3:34
3. Stain Of Mind (Hanneman/King) – 3:24
4. Overt Enemy (Hanneman) – 4:41
5. Perversions Of Pain (Hanneman/King) – 3:33
6. Love To Hate (Hanneman/King) – 3:07
7. Desire (Araya/Hanneman) – 4:20
8. In The Name Of God (King) – 3:40
9. Scrum (Hanneman/King) – 2:16
10. Screaming From The Sky (Araya/Hanneman/King) – 3:12
11. Point (Hanneman/King) – 4:11

Az európai és a japán kiadásokon a "Screaming From The Sky"és "Point" között van egy szám, a "Wicked". A japán verzió tartalmazza még az "Unguarded Instinct" című dalt is.

## Közreműködők
- Tom Araya – basszusgitár, ének
- Jeff Hanneman – gitár
- Kerry King – gitár
- Paul Bostaph – dob
- Rick Rubin – producer
- Howie Weinberg – maszterelés
- Greg Gordon – hangmérnök
- Brian Davis – segédhangmérnök
- John Tyree – segédhangmérnök
- Sebastian Haimerl – segédhangmérnök
- Allen Sanderson – segédhangmérnök
- Exum – fényképezés
- Frank – dizájn
- Wade Goeke – segédhangmérnök

## Listás helyezés

### Album
| Év   | Lista             | Helyezés |
| ---- | ----------------- | -------- |
| 1998 | The Billboard 200 | 31       |